# أورورو رويال
نادي أورورو يوريال (بالإسبانية: Oruro Royal)‏ نادي كرة قدم بوليفي يلعب في دوري كأس سيمون بوليفار. تم تأسيس النادي في سنة 1896.